# هدف ۵ توسعه پایدار
هدف ۵ توسعه پایدار (SDG 5 یا هدف جهانی ۵) مربوط به برابری جنسیتی است و پنجمین هدف از ۱۷ هدف توسعه پایا است که توسط سازمان ملل متحد در سال ۲۰۱۵ تعیین شده است. عبارت رسمی هدف ۵ «دستیابی به برابری جنسیتی و توانمندسازی همه زنان و دختران» است. پیشرفت به سوی اهداف با شاخص‌ها اندازه‌گیری می‌شود. ۱۷ هدف توسعه پایا اذعان دارند که فعالیت در یک زمینه بر پیامدهای سایر موارد تأثیر می‌گذارد و توسعه باید پایایی اجتماعی، اقتصادی و زیست‌محیطی را متعادل سازد. رویکرد تفکر سیستمی پایه ای برای پایایی جهانی است.
هدف ۵ دارای ۹ هدف و ۱۴ شاخص است. شش مورد از این اهداف «نتیجه گرا» هستند: پایان دادن به همه انواع تبعیض علیه همه زنان و دختران در همه جا. پایان دادن به خشونت و استثمار زنان و دختران؛ حذف اقدامات مضر مانند، ازدواج زود هنگام و اجباری کودکان و ختنه زنان. افزایش دادن ارزش مراقبت بدون حقوق و ارتقای مسئولیت‌های مشترک خانوادگی؛ اطمینان از مشارکت کامل زنان در رهبری و تصمیم‌گیری؛ و اطمینان از دسترسی به حقوق و سلامت باروری جهانی. سه هدف «شیوه‌های دستیابی» عبارتند از: تقویت حقوق برابر منابع اقتصادی، مالکیت اموال و خدمات مالی برای زنان. ارتقاء توانمندسازی زنان از طریق فناوری؛ و اتخاذ، تقویت سیاست‌ها و اجرای قوانین برای برابری جنسیتی.
با تعهد به «هیچ‌کس را پشت سر تنها نگذارید»، کشورها متعهد شده‌اند که پیشرفت سریع را اول برای آنها که عقب‌تر از همه اند اولویت بندی کنند. : 54  هدف ۵ اعطای حقوق مساوی به زنان و دختران، فرصت زندگی آزاد بدون تبعیض از جمله تبعیض در محل کار یا هرگونه خشونت است. این برای دستیابی به برابری جنسیتی و توانمندسازی همه زنان و دختران است.
دنیاگیری COVID-19 زنان را تحت تأثیر قرار داده است زیرا آنها آسیب پذیرتر هستند و دسترسی به درمان کمتری دارند. شواهد نشان می‌دهد که خشونت علیه زنان در طول دنیاگیری افزایش یافته است.